# Riley (Kansas)
Riley és una població dels Estats Units a l'estat de Kansas. Segons el cens del 2000 tenia 886 habitants.

## Demografia
Segons el cens del 2000, Riley tenia 886 habitants, 337 habitatges, i 241 famílies. La densitat de població era de 834,4 habitants/km².
Dels 337 habitatges en un 40,9% hi vivien nens de menys de 18 anys, en un 59,3% hi vivien parelles casades, en un 10,4% dones solteres, i en un 28,2% no eren unitats familiars. En el 23,7% dels habitatges hi vivien persones soles l'11,6% de les quals corresponia a persones de 65 anys o més que vivien soles. El nombre mitjà de persones vivint en cada habitatge era de 2,63 i el nombre mitjà de persones que vivien en cada família era de 3,16.
Per edats la població es repartia de la següent manera: un 31,3% tenia menys de 18 anys, un 8,4% entre 18 i 24, un 30,7% entre 25 i 44, un 18,6% de 45 a 60 i un 11,1% 65 anys o més.
L'edat mediana era de 33 anys. Per cada 100 dones de 18 o més anys hi havia 91,5 homes.
La renda mediana per habitatge era de 32.794 $ i la renda mediana per família de 37.955 $. Els homes tenien una renda mediana de 26.528 $ mentre que les dones 19.318 $. La renda per capita de la població era de 15.164 $. Entorn del 8,7% de les famílies i el 10,7% de la població estaven per davall del llindar de pobresa.

## Poblacions més properes
El següent diagrama mostra les poblacions més properes.